# Lenguaje radiofónico

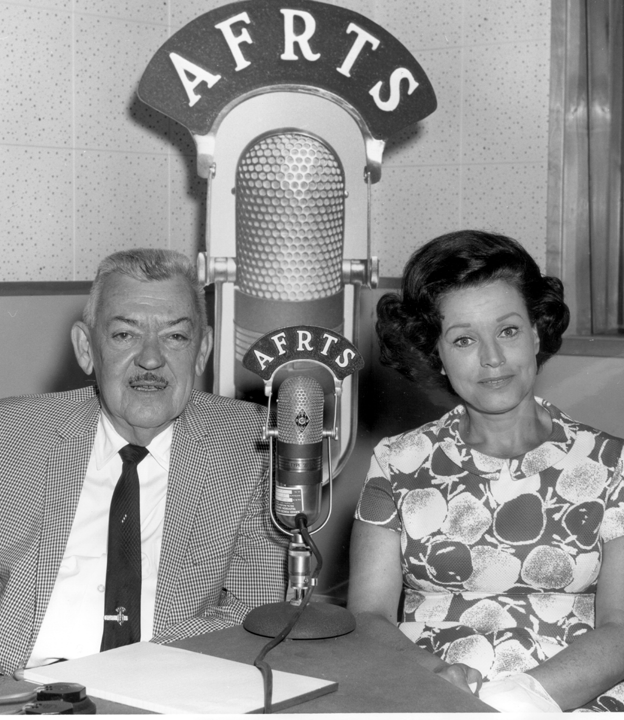
Emisión de radio (1968)

El lenguaje radiofónico es el lenguaje que se utiliza en la radio. Debido a las limitaciones del medio, se basa exclusivamente en el sonido (música, palabras, etc.), en una sola dirección (del emisor al radio escucha que es el consentido del programa)

## La expresión sonora
Los sonidos que son utilizados en la radio son divididos  en distintos
segmentos  
- Música
- Sonido ambiente en una grabación, conexión o directo, en las que el fondo natural se traduce en efectos sonoros, que sitúan y acompañan la acción. Puede incluir tanto música como voz humana, que actúan como efectos.

Los tres elementos ya mencionados con anterioridad en los párrafos anteriores; entran en función por medio de los planos. La voz y la música, pueden ser por sí mismos los protagonistas. El sonido ambiente solo lo hace circunstancial y aisladamente. 
Por último, el silencio (ausencia de sonido, ya sea palabra, música o ruido) da valor a los sonidos anteriores y posteriores, por lo que tiene un enorme potencial expresivo, que debe usarse con prudencia.

## La música
La música radiofónica podría clasificarse de esta manera: 
- Música objetiva: tiene sentido propio, independientemente de sentimientos e ideas. Expone un hecho concreto, donde solo se da lugar a una interpretación; y atiende claramente a género, época, estilo, etc.
- Música subjetiva: su función es expresar y apoyar situaciones anímicas, creando un ambiente emocional.
- Música descriptiva: nos sitúa en un espacio o en un ambiente concreto (época, país, región, naturaleza, interiores, entre otros); suele dar una visión fría, desprovista de sentido anímico.

Además, la música puede ser de acompañamiento, acompañando a la voz. En otras ocasiones, cumple la función de los signos de puntuación (resueltos con ráfagas, golpes musicales, etc.). 
Los efectos especiales, llamados también ruidos, pueden desempeñar las mismas funciones o ser de las mismas clases que la música, aunque a veces también se utilizan efectos subliminales, como fondo (por ejemplo) de una música en primer plano.

## Los planos
Los planos determinan la situación, ya sea temporal, física o de intención de los distintos sonidos.
Hay varios tipos de planos como: 
- Planos espaciales de narración. Son situaciones en el espacio: lugar donde se produce la acción y los cambios que le afectan.
- Planos de presencia. Es la relación de cercanía o lejanía con respecto al plano principal. El plano principal es el plano con el que el programa se viene produciendo, independientemente de que en el momento en que se da ese sonido (en un segundo, tercer o cuarto plano) no haya nada en primer plano. Idealmente, se sitúa al oyente en ese plano principal o primer plano. Cuanto más cerca de él se produzca el sonido a que nos refiramos, tanto más cercano será el plano.
- Planos temporales de narración. Sitúan el tiempo en que la/s acción/es se produce/n: pasado, presente, futuro, intemporalidad (tiempo no definido), atemporalidad (fuera del tiempo).
- Planos de intención. Marcan introspección, incursión en el sueño o la fantasía, complicidad, etc.

Para lograr esos planos necesitamos de la presencia, en el sentido de acercamiento o alejamiento físico del plano principal; la intención en la interpretación; la intención en el texto; la calidad de esos sonidos; el ambiente o fondo. Combinando estos recursos entre ellos, la historia cobra vida. Dado que los recursos son forzosamente limitados, no debemos desperdiciar ninguno de ellos.

## El silencio
Se emplea normalmente con una intención psicológica, dramática. Incluso cuando cumple una función ortográfica se busca una respuesta emotiva en el oyente. Puede ser: 
- Silencio objetivo: es la ausencia de música y de ruido. Sin más connotaciones.
- Silencio subjetivo: es el silencio utilizado con una intencionalidad ambiental o dramática.

Otra clasificación posible es: 
- El silencio narrativo, que cuenta acciones en el tiempo.
- El silencio descriptivo, que muestra el aspecto de seres y cosas, y expresa sentimientos.
- El silencio rítmico, que apoya el ritmo de la acción.
- El silencio como recurso expresivo, que pueda aportar ambigüedad, dramatismo, etc.
- El silencio como pausa.
- El silencio como error.
- El silencio reflexivo, para ayudar a valorar el mensaje.

### La ambientación sonora
Ambiente es el entorno sonoro en donde la acción se desarrolla: 
- El acompañamiento musical a nuestra voz.
- El ruido de la calle donde realizamos la entrevista, se desarrolla la escena, etc. (y que va a identificar ese escenario).
- La ausencia de sonido referente (no confundir con el silencio), que nos sitúa dentro de un estudio insonorizado, etc.

En lo que a dramatizaciones se refiere, el ambiente es lo que da cuerpo y vida a la escena. Revela ya el lugar donde ocurre; ya la intención global; ya la subjetividad de un personaje u otro; ya el conjunto de todo ello o de la parte que se quiera. Para determinar el ambiente se puede utilizar la música, la voz y los efectos especiales. La ambientación puede ser: 
- Objetiva: la que reproduce lo que realmente se escucharía en el ámbito donde la escena tiene lugar.
- Representativa: la que ilustra la escena con sonidos que no tienen por qué coincidir con los que se producen realmente, y por medio de los cuales narramos esa escena.
- Subjetiva: la que se fija en la subjetividad de uno u otro de los personajes y no desarrolla sino esta en la acción de la escena.

## Enlaces relacionados
- Guion radiofónico
- Clock
- Periodismo radiofónico

- Datos: Q5972791